# Yamaha Reface
De Yamaha Reface is een serie van compacte virtueel analoge synthesizers die door Yamaha in 2015 zijn uitgebracht.

## Beschrijving
De Reface-serie werd geïntroduceerd in september 2015 en bestaat uit vier modellen, de CS, DX, CP en YC. De Reface is een reeks minikeyboards en zijn digitale imitaties van enkele van Yamaha's oorspronkelijke instrumenten, zoals de DX7, CS-80 en YC-20. Uitgezonderd met de Reface DX zijn er geen presets aanwezig in de instrumenten.
De Reface YC is gericht op orgelklanken (Hammond en Farfisa), de Reface DX bevat een 4-operator FM-klankbron, de Reface CS is gericht op analoge klanken, en de Reface CP bevat zes pianotypen (Rhodes, Wurlitzer en clavinet).
Elke Reface heeft een kleine ingebouwde luidspreker en kan met batterijen of een stroomadapter worden gevoed. Op batterijen werken de keyboards ongeveer vijf uur. De YC is uitgevoerd in rood, de DX en CP in zwart, en de CS in wit.

## Ontvangst
De Reface-serie werd overwegend positief ontvangen. Men prees de kwaliteit, klanken en effecten. Ook was men te spreken over de ingebouwde luidsprekers en de draagbaarheid van de keyboards. Kritiek was er vooral op het miniklavier, maar ook kleine punten werden genoemd, zoals het niet kunnen dumpen van de zelfgemaakte klanken via SysEx.
De keyboards ontvingen in 2015 twee prijzen voor "Gear of the Year" van de tijdschriften Wired en MusicTech.

## Technische specificaties
| Specificaties   | Reface CS                                              | Reface DX                                              | Reface CP                                              | Reface YC                                              |
| --------------- | ------------------------------------------------------ | ------------------------------------------------------ | ------------------------------------------------------ | ------------------------------------------------------ |
| Type synthese   | Virtueel analoog (VA)                                  | Virtueel analoog (VA)                                  | Virtueel analoog (VA)                                  | Virtueel analoog (VA)                                  |
| Klanken         | geen                                                   | 32                                                     | geen                                                   | geen                                                   |
| Klanktypen      | 5 OSC-typen                                            | 4-operator, 12 algoritmes                              | 6 Keyboard-typen                                       | 5 Organ-typen                                          |
| Engine          | AN                                                     | FM                                                     | SCM en AWM2                                            | AWM                                                    |
| Polyfonie       | 8 stemmen                                              | 8 stemmen                                              | 128 stemmen                                            | 128 stemmen                                            |
| Klavier         | 37 minitoetsen                                         | 37 minitoetsen                                         | 37 minitoetsen                                         | 37 minitoetsen                                         |
| Display         | geen                                                   | lcd-scherm 128×64 pixels                               | geen                                                   | geen                                                   |
| Aansluitingen   | MIDI, USB, aux-in, hoofdtelefoon, line-out, voetpedaal | MIDI, USB, aux-in, hoofdtelefoon, line-out, voetpedaal | MIDI, USB, aux-in, hoofdtelefoon, line-out, voetpedaal | MIDI, USB, aux-in, hoofdtelefoon, line-out, voetpedaal |
| Afmetingen      | 530 mm × 175 mm × 60 mm (l × b × h)                    | 530 mm × 175 mm × 60 mm (l × b × h)                    | 530 mm × 175 mm × 60 mm (l × b × h)                    | 530 mm × 175 mm × 60 mm (l × b × h)                    |
| Gewicht         | 1,9 kg                                                 | 1,9 kg                                                 | 1,9 kg                                                 | 1,9 kg                                                 |
| Energieverbruik | 6 watt                                                 | 6 watt                                                 | 6 watt                                                 | 6 watt                                                 |

## Galerij

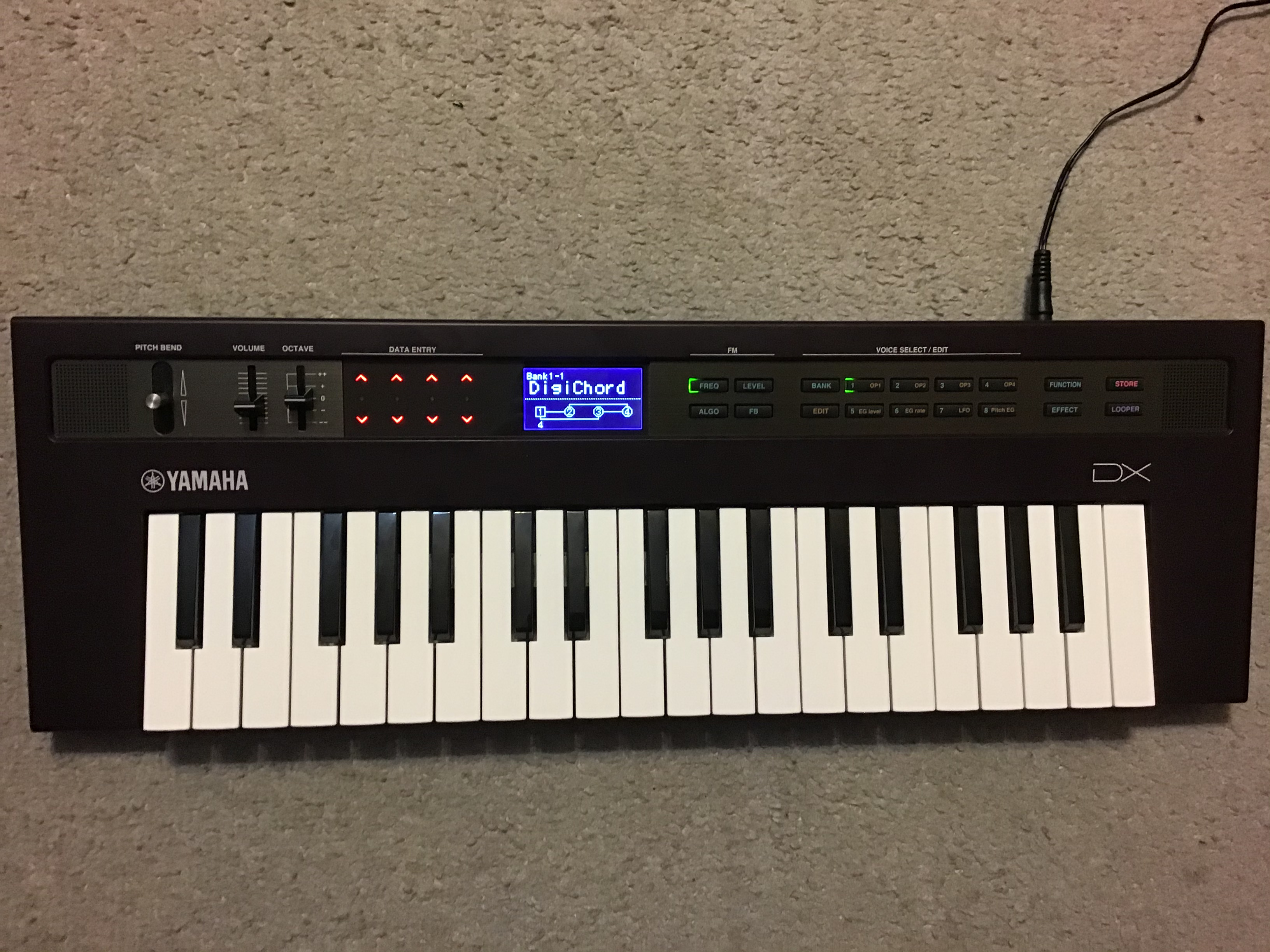
Reface DX
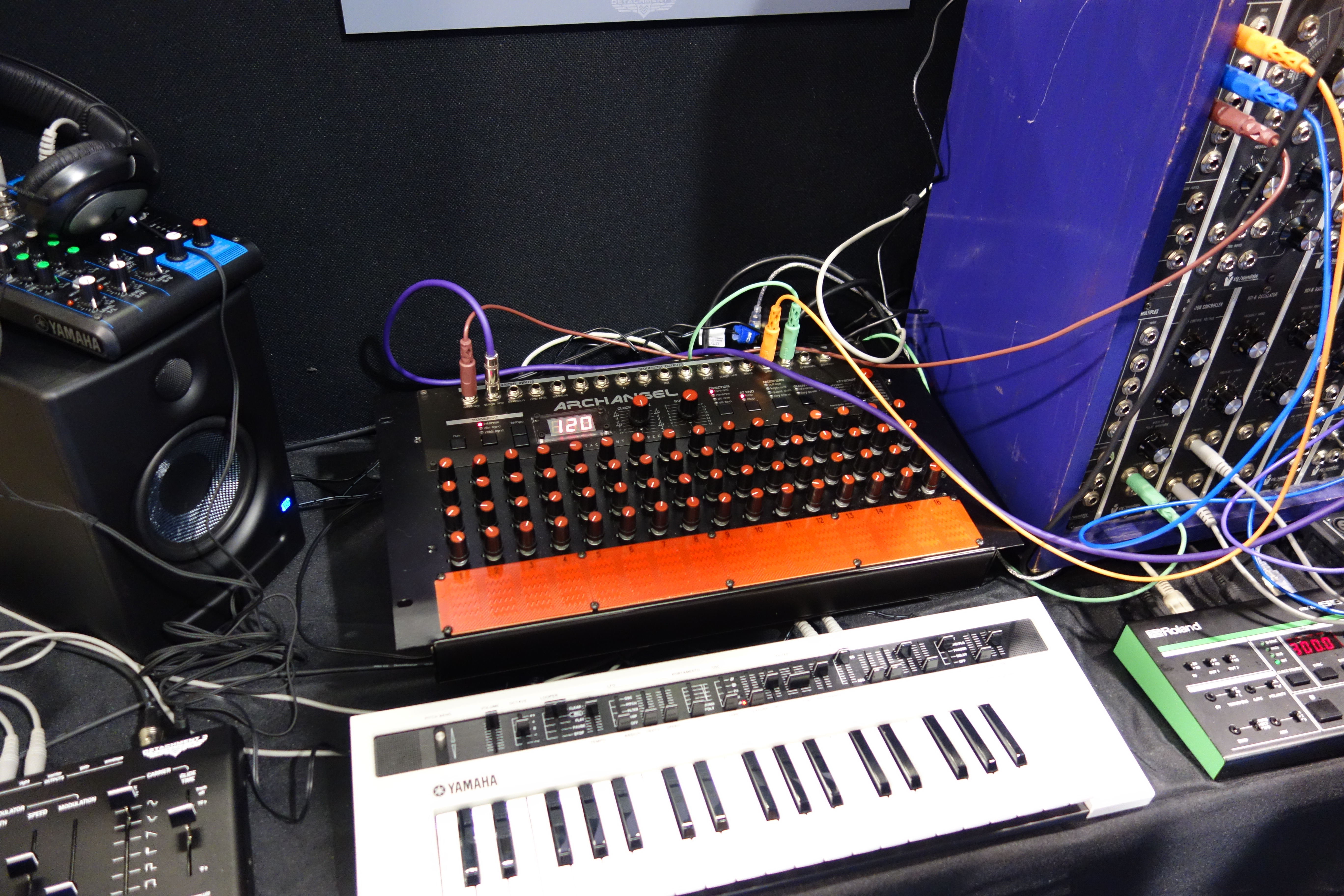
Reface CS